# Maltsa
Maltsa – wieś w Estonii, w prowincji Viljandi, w gminie Viljandi.
W latach 1991–2017 (do czasu reformy administracyjnej estońskich gmin) wieś znajdowała się w gminie wiejskiej Tarvastu. W okolicy znajduje się mała wyspa Tondisaar w południowej części jeziora Võrtsjärv na osi Valguta i Soe. 